# Gonzalagunia
Gonzalagunia là một chi thực vật có hoa trong họ Thiến thảo (Rubiaceae).

## Hình ảnh

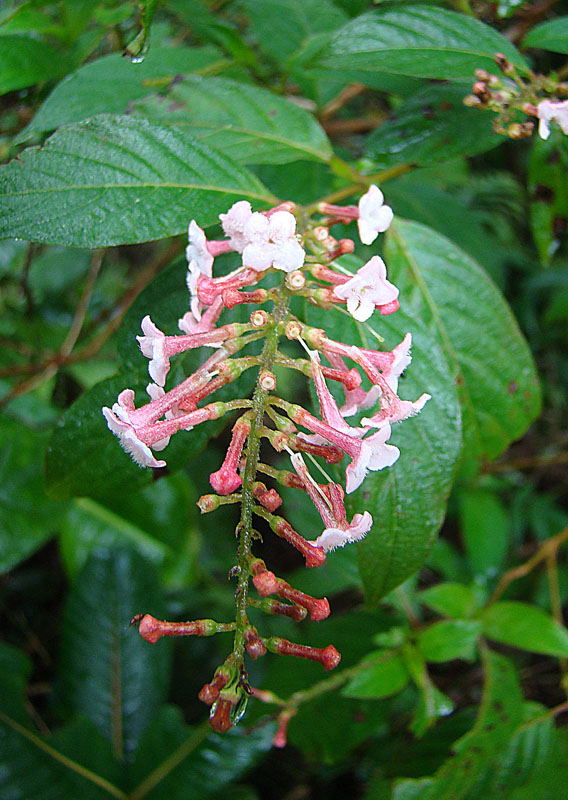

## Loài
Chi Gonzalagunia gồm các loài: